# Juryslingwistyka
Juryslingwistyka (lingwistyka prawa) – dział nauki zajmujący się językami prawa (prawnym i prawniczym) i w tym celu łączący wiedzę i metodologię językoznawstwa z naukami prawnymi.
Bada język prawa w jego różnych aspektach i przejawach. Skupia się przede wszystkim na zagadnieniach semantycznych, składniowych, stylistycznych i terminologicznych, pod kątem odrębności od języka naturalnego i jego wewnętrznego zróżnicowania. Ma to służyć poprawie jakości języka prawnego.
Ma znaczenie dla prawników, których podstawową działalnością jest interpretacja przepisów i norm prawnych, ale także dla lingwistów – tłumaczy, dokonujących przekładów tekstów prawnych lub prawniczych.
Juryslingwistyka jako dyscyplina naukowa zrodziła się w Kanadzie, gdzie ze względu na potrzeby praktyczne wynikające z bilingwizmu zaczęto badać problematykę języka prawa. 

## Aspekty językowe i prawne

### Wzajemne powiązanie prawa i języka
Język jest naturalnym i niezbędnym instrumentem prawa oraz nośnikiem jego pojęć i instytucji. Każdy dyskurs dotyczący prawa podporządkowany jest normom języka, zatem językoznawstwo pełni funkcję nauki pomocniczej w stosunku do dyscyplin prawniczych. 
Język prawa jest językiem specjalistycznym oraz podjęzykiem języka narodowego. Posiada zasady fonetyki oraz wiele terminów wspólnych z językiem narodowym, natomiast zawiera słownictwo, terminologię i leksykę właściwe tylko prawu. Jest szczególnym rodzajem języka specjalistycznego, ponieważ „zmusza do częstych porównań w celu wydobycia konkretnej rzeczywistości prawnej, politycznej i społecznej z jednoczesnym uwzględnieniem aspektów językowych i prawnych konkretnego terminu lub konkretnego pojęcia.” Stanowi to dodatkową trudność dla tłumacza, gdyż tłumaczenie owej terminologii nie polega jedynie na prostym przekładzie treści, lecz także na transponowaniu komunikatu zawartego w jednym systemie prawnym na komunikat mieszczący się w innym systemie prawa.

### Współzależność języka prawnego i prawniczego
Język prawniczy jest narzędziem pracy prawników. Jest nadbudową języka prawnego (czyli języka przepisów prawa i norm prawnych), stąd też operuje bogatszym słownictwem i aparaturą pojęciową. Pełni on funkcję usługową względem języka prawniczego, bowiem nadaje precyzyjnego znaczenia pojęciom i zwrotom obecnym w aktach prawnych. Ponadto, twórcy aktów prawnych czerpią wyrazy, terminy i zwroty z języka prawniczego. Z drugiej strony, język prawniczy, który formułuje twierdzenia teoretyczne o języku tekstów prawnych, posługuje się terminologią języka prawnego. Ponadto, zarówno język prawny, jak i język prawniczy spełniają tę samą funkcję społeczną, jaką jest komunikatywność prawa oraz podnoszenie kultury prawnej w społeczeństwie. Zatem oba te języki przenikają się nawzajem oraz są od siebie współzależne. 

### Problematyka badań nad językowymi aspektami zjawisk prawnych
Badania związane z zagadnieniami metajęzykowymi dotyczącymi opisu języka prawa częściej prowadzone są przez prawników, aniżeli językoznawców. Badania te mają charakter deskrypcjonistyczny, czyli opisowy, lub rekonstrukcjonistyczny, czyli porządkujący reguły znaczeniowe języka prawa. Nie stworzono dotychczas usystematyzowanych i rozwiniętych teorii naukowych ani bezspornej aparatury pojęciowej dotyczących języka prawa, przez to właściwe porównanie jego ogólnych twierdzeń stanowi znaczną trudność. 

### Dyskurs prawny
Tekst specjalistyczny składa się z następujących elementów:
- terminów specjalistycznych – właściwych dla danej materii, np.: powództwo, pozwany, oskarżony, prokurator
- słownictwa wspierającego – ściśle związanego z terminami specjalistycznymi, np.: wszcząć (powództwo), przesłuchać (świadka), sporządzić (testament)

Każdy język specjalistyczny posiada podwójny aspekt – nomenklaturę i dyskurs, a zatem zawiera terminy specjalistyczne właściwe dla danej dyscypliny oraz tekst, który zawiera te pojęcia i spełnia wymogi formalne danego języka specjalistycznego. 
Dyskurs prawny charakteryzuje się specyficzną stylistyką, np. terminy i zwroty używane w dyskursie prawnym mają bezosobowy i intelektualny charakter, tekst powinien być utrzymany w charakterze neutralnym i obojętnym, zwracać się do umysłów adresatów, a nie do ich wrażliwości, nie powinien zawierać środków stylistycznych, wątpliwych zapożyczeń obcojęzycznych oraz sformułowań języka potocznego. 
Rozróżnia się trzy typy dyskursów prawnych:
- dyskurs ustawodawczy (legislacyjny), tzn. tekst ustawy; jest on normatywny, ponieważ zawiera w sobie normę prawną oraz funkcjonujący na odległość ze względu na dystans, jaki dzieli nadawcę normy od jej adresata
- dyskurs sądowy (jurysdykcyjny), tzn. orzeczenie sądowe; akt realizacji prawa, w którym sąd mówi językiem performatywnym – orzeczenie sądowe decyduje o normach regulujących zachowanie stron procesowych, utrzymuje lub zmienia ich status prawny
- dyskurs zwyczajowy (adagia, paremie prawnicze) – maksymy, sentencje, aforyzmy, zawierające normę prawną lub podtrzymujące prawo; paremia wyraża myśl zasadniczą, jest krótka i precyzyjna; została w znacznej mierze odziedziczona po prawie rzymskim, np. Pacta sunt servanda, In dubio pro reo, Dura lex sed lex

### Zagadnienie tworzenia i jakości języka prawa oraz tekstu prawnego
Prawo reguluje funkcjonowanie państwa i społeczeństwa, w związku z tym jego treść odzwierciedla konkretne wartości. Struktura ustawodawstwa ukazuje się w konkretnych sformułowaniach zawartych np. w kodeksie cywilnym, którego zapisy oparte są na systematycznej konstrukcji. Kodyfikacja prawa wymaga wiedzy na temat danego systemu prawnego i jego społecznego uwarunkowania, konfrontacji tego systemu z jego czasowymi uwarunkowaniami oraz rozważenia uwarunkowań operacyjnych, czyli kwestii jednolitości, użyteczności i stosowności danego systemu. Zatem interpretując prawo, należy uwzględnić warunki i uwarunkowania tworzenia prawa. Przy tworzeniu tekstu prawnego każdy element stanowi część zorganizowanej całości, dlatego cechą zasadniczą użytecznego aktu ustawodawczego „powinny być zawsze wizje całości istniejącego ustawodawstwa, wizje zamierzonego ustawodawstwa, wyraźna świadomość określonych wartości, jak również użytego języka”. Zatem język kodeksu opiera się na systemie wartości i języku. 
Autorem tekstu ustawy jest prawodawca, czyli państwo, a więc stosowany język ustawy powinien stanowić wzór i być przykładem najwyższej techniki legislacyjnej. Ponadto, aby ów tekst mógł być zrozumiany przez osoby spoza kręgu prawniczego, musi cechować się bardzo wysokim stopniem komunikatywności. Komunikatywność tekstu ustawy oznacza, że jest on rozumiany adekwatnie do zamiarów ustawodawcy. W celu zrozumienia tekstu ustawy jego odbiorca powinien znać język etniczny, w którym dany tekst został sporządzony oraz posiadać wiedzę o języku tekstów prawnych i regułach jego sporządzania. Wysuwa się więc wniosek, że teksty prawnicze, nie są powszechnie komunikatywne. 
Komunikat legislacyjny ma charakter deklaratoryjny, to znaczy stwierdza, stanowi, nakazuje, zakazuje, nadaje uprawnienia, ustanawia procedury, tryby, sankcje. 
Tekst legislacyjny zawiera trzy zasadnicze elementy:
- terminologię – całość terminów zawartych w tekście, które są nośnikami znaczeń pojęć i stosunków; wyróżnia się poniższe trzy typy terminów. Tekst ustawy powinien w maksymalnym stopniu używać terminologii ze słownictwa powszechnego, aby mógł być zrozumiany przez obywateli państwa.
  - zaczerpnięte ze słownictwa ogólnego użyte w znaczeniu ogólnym
  - zaczerpnięte ze słownictwa ogólnego użyte w znaczeniu specjalistycznym
  - terminy specjalistyczne
- konkretne sformułowanie – jasność, precyzja i zwięzłość komunikatu
- stosowny układ (strukturę) – zdanie powinno składać się z jednego lub kilku możliwie jak najkrótszych zdań niezależnych lub ze zdań głównych; czasowniki w formie czasu teraźniejszego trybu oznajmującego; pożądana strona czynna czasownika; układ od ogółu do szczegółu – najpierw zasada generalna, następnie sposób jej stosowania

### Języki i systemy prawne we wzajemnym kontakcie
Każdy system prawny charakteryzuje się własną specyfiką. Pojęcie, które istnieje w danym systemie prawnym, może nie posiadać ekwiwalentu w innym języku innego systemu prawnego. W innym przypadku konkretne pojęcie może funkcjonować w różnych systemach, ale nie pokrywać tej samej rzeczywistości prawnej. Różnice wynikają z odmiennych definicji, tradycji oraz celu prawa, w zależności od kraju, jak również odmiennych zasad filozoficznych, politycznych i ekonomicznych, na jakich systemy prawne się opierają. Stąd też interpretator i tłumacz tekstów prawnych poza znajomością języka wyjściowego i docelowego musi znać oba systemy prawne i nieustannie je porównywać. Poza trudnością interpretacji i przekładu języka tekstów prawnych wynikającą z różnic instytucjonalnych w funkcjonowaniu różnych systemów istnieje szereg innych problemów, z którymi tłumacz musi się zmierzyć, przekładając tekst z zakresu prawa. Zderzenie języka narodowego z językiem specjalistycznym powoduje ich zróżnicowanie, zarówno w obrębie rodziny prawnej i językowej. Ponadto, każdy język prawa ewoluuje, ponieważ stale dokonuje się wymiana myśli, wyrazów i terminów między językiem a ustawodawstwem danego państwa.

## Aspekty translatoryczne
W przekładzie tekstów prawnych przyjmuje się zasadę ekwiwalencji sytuacji, czyli używa się środków, którymi dysponuje dany język, aby opisać konkretną sytuację. Jerzy Pieńkos opowiada się za ekwiwalencją funkcjonalną, jako najbardziej przydatną i skuteczną dla przekładu tekstów prawnych i prawniczych. W juryslingwistyce przyjmuje się, że jeżeli ekwiwalent funkcjonalny mógłby być mylący, powinno się wówczas użyć ekwiwalentu neutralnego, który odda ogólną myśl zawartą w terminie źródłowym. W przekładzie tekstów prawnych unika się natomiast stosowania ekwiwalentów zorientowanych na język wyjściowy. 
W przekładzie tekstów prawnych można wyróżnić następujące rodzaje terminów:
- takie, które posiadają ekwiwalent semantyczny
- takie, które nie mają dokładnego ekwiwalentu, ale można dla nich znaleźć ekwiwalent funkcjonalny
- terminy nieprzekładalne

Przekład tekstów prawnych i prawniczych stwarza wiele trudności językowych, technicznych, ale przede wszystkim sprawia trudności  interpretacyjne. Poprzez przekład tekstu prawnego tłumacz przenosi pewien typ organizacji społecznej, która funkcjonuje w innym systemie społeczno-politycznym do systemu docelowego. Tłumacz musi mieć na uwadze, że normy prawne funkcjonujące w innym systemie prawnym zostały opracowane dla innych odbiorców. Zatem kwestią kluczową dla tłumacza jest ustalenie wpływu, jaki ma wywrzeć tekst docelowy oraz jakie środki podjęto w tekście wyjściowym, aby ten wpływ wywrzeć na wspólnocie, dla której ten tekst był przeznaczony. Tłumacz powinien umiejętnie rozróżniać i analizować problemy, jakie stwarza konkretny tekst prawny. Ponadto musi posiadać wiedzę o systemie prawnym zarówno języka wyjściowego, jak i docelowego, aby umieć oba te systemy porównać oraz znaleźć odpowiedniki pojęć. Wielu specjalistów uważa, że w przekładzie „prawo powinno górować nad językiem, zgodnie z założeniem, że prawo zawiera się w języku, a nie odwrotnie (nie język w prawie)”. Dodatkową trudność stanowi fakt, iż wiele terminów prawniczych jest polisemicznych. Z powodu wieloznaczności pojęć i terminów prawnych oraz złożoności procesu translatorskiego przekład tekstów prawnych i prawniczych stał się odrębną dyscypliną, juryslingwistyką.